# 休氏短額鮃
休氏短額鮃為輻鰭魚綱鰈形目鰈亞目鮃科的其中一種，為熱帶海水魚，分布於印度西太平洋區，從紅海至珊瑚海海域，棲息深度1-81公尺，體長可達5公分，棲息在沙泥底質底層水域，生活習性不明。

## 扩展阅读
維基物種上的相關：休氏短額鮃